# Temporada do Sport Lisboa e Benfica de 1997–98
O Sport Lisboa e Benfica, na temporada 1997–98, participará de cinco competições: Primeira Liga, Taça de Portugal,Liga dos Campeões.

## Equipamentos
- Equipamento
- 1º - Camisola vermelha, calção branco e meias vermelhas;
- 2º - Camisola preta, calção preto e meias pretas.

| Equipamento casa | Equipamento fora |  |

## Aparências e golos
Atualizado em 27 de agosto de 2017.
| No. | Pos. | Nat.     | Player          | Primeira Liga | Primeira Liga | Primeira Liga | Taça de Portugal   | Taça de Portugal | Taça de Portugal | Taça da Liga | Taça da Liga | Taça da Liga | Liga dos Campeões | Liga dos Campeões | Liga dos Campeões | Total | Total | Total |   |   |   |   |
| --- | ---- | -------- | --------------- | ------------- | ------------- | ------------- | ------------------ | ---------------- | ---------------- | ------------ | ------------ | ------------ | ----------------- | ----------------- | ----------------- | ----- | ----- | ----- | - | - | - | - |
| No. | Pos. | Nat.     | Player          | 1             | GR            | Bélgica       | Michel Preud'homme | 0                | 0                | 0            | 1            | 0            | 0                 | 0                 | 0                 | 0     | 0     | 0     | 0 | 1 | 0 | 0 |
| 2   | DF   | Marrocos | Tahar El Khalej | 0             | 9             | 0             | 0                  | 0                | 0                | 0            | 0            | 0            | 0                 | 0                 | 0                 | 0     | 0     | 0     |   |   |   |   |